# 浅野大輔
浅野 大輔（あさの だいすけ、1984年3月11日 - ）は、富山県出身の、日本の柔道選手である。階級は60 kg級。身長163 cm。血液型はA型。組み手は左組み。得意技は背負投。

## 経歴
柔道は8歳の時に中田道場で始めた。小杉中学3年の時に全国中学校柔道大会の55kg級で優勝した。小杉高校3年の時にはジュニア体重別60kg級決勝で天理大学1年の米富和郎に敗れて2位だったが、アジアジュニアで優勝した。2002年に東海大学へ進学すると、1年の時には世界ジュニアで3位だったが、体重別団体で優勝した。2年の時には学生体重別決勝で筑波大学1年の平岡拓晃に敗れて2位だったが、青島国際とベルギー国際で優勝した。3年の時には講道館杯で3位になると、体重別団体で優勝した。2006年には自衛隊体育学校の所属になった。2008年には体重別の準決勝で前人未到のオリンピック柔道競技での4連覇を狙っていたミキハウスの野村忠宏を背負投の技ありで破ったことにより、結果として野村は北京オリンピック代表になれず、野村の夢を打ち砕く格好となった。決勝では了徳寺学園職員の平岡に有効で敗れて2位にとどまった。2009年の講道館杯では決勝で綜合警備保障の福岡政章に敗れると、東アジア大会でも2位だった。2010年の体重別は3位だった。その後階級を66kg級に上げると、2012年の講道館杯で3位となった。

## 戦績
- 1998年 -　全国中学校柔道大会　優勝(55kg級)

60kg級での戦績
- 2001年 -　ジュニア体重別　2位
- 2001年 -　アジアジュニア　優勝
- 2002年 -　ブレーメンジュニア国際　優勝
- 2002年 -　世界ジュニア　3位
- 2002年　- 体重別団体　優勝
- 2003年 -　正力杯　2位
- 2003年 -　青島国際　優勝
- 2004年 -　ベルギー国際　優勝
- 2004年 -　講道館杯　3位
- 2004年　- 体重別団体　優勝
- 2008年 -　体重別　2位
- 2008年 -　講道館杯　3位
- 2009年 -　ワールドカップ・トビリシ　3位
- 2009年 -　講道館杯　2位
- 2009年 -　東アジア大会　2位
- 2010年 -　体重別　3位
- 2012年 -　講道館杯　3位(66kg級)
- 2013年 -　パンナムオープン・モンテビデオ　3位(66kg級)

(出典、JudoInside.com)。